# Marchovelette
Marchovelette är en ort i Belgien.   Den ligger i provinsen Namur och regionen Vallonien, i den centrala delen av landet, 60 km sydost om huvudstaden Bryssel. Marchovelette ligger 183 meter över havet och antalet invånare är 761.
Terrängen runt Marchovelette är platt. Runt Marchovelette är det tätbefolkat, med 591 invånare per kvadratkilometer.. Närmaste större samhälle är Namur, 8,1 km sydväst om Marchovelette. 
I omgivningarna runt Marchovelette växer i huvudsak blandskog.